# 26314 Шкворецький
26314 Шкворецький (26314 Škvorecký) — астероїд головного поясу, відкритий 16 жовтня 1998 року.
Тіссеранів параметр щодо Юпітера — 3,419.
Названо на честь Йозефа Шкворецького (чеськ. Josef Škvorecký; нар. 1924) — чеського і канадського письменника.